# Морра (гора)
Морра (итал.  Morra) — гора в Центральных Апеннинах в итальянской области Лацио.

## Описание
Известняковый рельеф Центральных Апеннин в горах Лукретили. Высота над уровнем моря —1036 м. Вместе с горой Дженнаро она закрывает горизонт Рима на северо-востоке. До неё можно добраться из Марчеллины и Сан-Поло-дел-Кавальери.